# Adolph von Asch

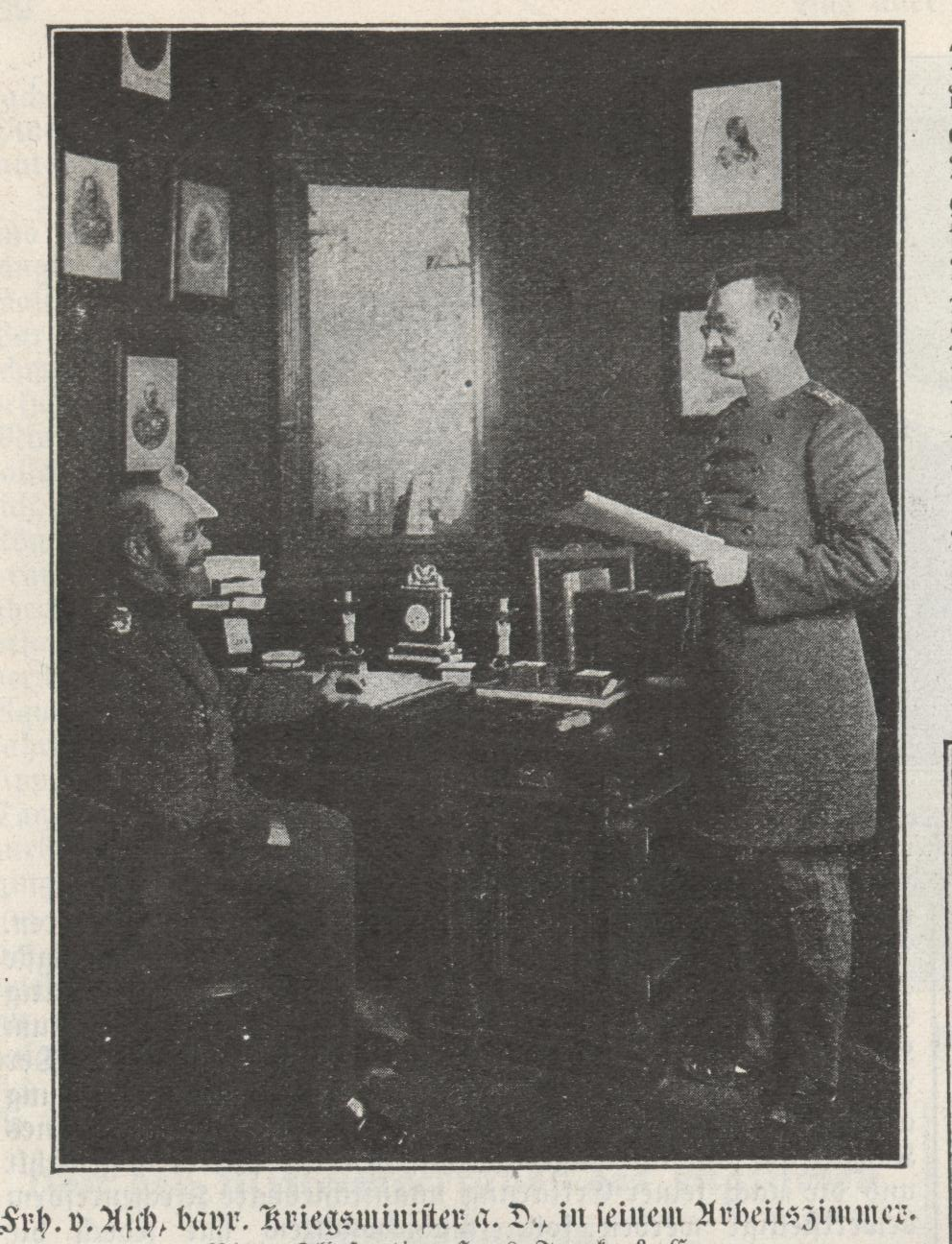
Adolph von Asch (trái)

Adolph Freiherr von Asch zu Asch auf Oberndorff (30 tháng 10 năm 1839 – 18 tháng 2 năm 1906) là một Trung tướng của Bayern, giữ chức vụ Bộ trưởng Chiến tranh kể từ ngày 5 tháng 6 năm 1893 cho đến ngày 5 tháng 4 năm 1905. Ông sinh ra và mất tại München.

## Tiểu sử
Asch đã gia nhập đội thiếu sinh quân của quân đội Bayern. Vào năm 1859, ông được phong quân hàm thiếu úy và với cấp bậc trung úy, ông đã tham gia Chiến dịch Main trong Chiến tranh Áo-Phổ năm 1866. Vào năm 1870, ông được bổ nhiệm làm Phụ tá thứ hai trong Bộ Tổng chỉ huy (Generalkommando) của Quân đoàn I dưới quyền tướng Ludwig von der Tann và tham chiến trong cuộc Chiến tranh Pháp-Đức (1870 – 1871). Vào năm 1879, ông được thuyên chuyển vào Bộ Chiến tranh Bayern. Vào năm 1893, ông nhậm chức Bộ trưởng Chiến tranh Bayern, rồi đến năm 1905 ông nghỉ hưu.

## Tặng thưởng
- Thập tự Hiệp sĩ của Huân chương Thánh Hubertus